# Nowe Widnokręgi
«Nowe widnokręgi» — журнал польских эмигрантов в СССР, с 1943 года — официальное печатное издание «Союза польских патриотов».

## История
Первые номера журнала в феврале — июне 1941 года были выпущены во Львове, но после начала Великой Отечественной войны город оказался в прифронтовой зоне и сотрудники редакции были эвакуированы на восток вглубь советской территории. В дальнейшем, издание журнала было возобновлено в Москве.
После начала немецкого наступления на Москву осенью 1941 года многие не имеющие военного значения функционировавшие в столице гражданские учреждения и организации (в том числе, редакция этого польского журнала) были эвакуированы в город Куйбышев (Самара) , однако после завершения боевых действий на московском направлении редакция была возвращена в Москву.
В 1942—1943 годы редактором журнала являлся Альфред Лямпе, после его смерти редактором стала Ванда Василевская.
После создания 1 марта 1943 года «Союза польских патриотов» журнал стал печатным органом СПП.
В июне 1943 года для находившихся в СССР польских детей младшего и среднего возраста было начато издание образовательного журнала пол. «Płomyczek», который первоначально выходил в виде четырёхстраничного приложения к журналу «Nowe widnokręgi».
В 1946 году издание журнала было прекращено.